# Josef Ratzenböck
Josef Ratzenböck, né le 15 avril 1929 à Neukirchen am Walde, est un homme politique autrichien membre du Parti populaire autrichien (ÖVP).

## Biographie
Josef Ratzenböck est Landeshauptmann de Haute-Autriche entre le 19 octobre 1977 et le 2 mars 1995.